# カワグチ
株式会社カワグチは、かつて存在した日本のおもちゃメーカーである。1975年から2000年代にかけて商品を展開。キャッチフレーズは、「おもちゃは愛」。

## 概要
- おしゃれグッズや、子供用ドレス、変身グッズ、子供用レジスターの製作が全般だった。
- 特にディズニーのシンデレラ関係のグッズが、圧倒的に多かった。
- 本社所在地は現在、ねじなどを製造・販売する株式会社粉室製作所となった。

### 主なグッズ
- シンデレラシリーズ
- ハローキティ
- シュガーキッズ
- ペコダック
- きかんしゃトーマス
- いないいないばあっ!

### 主要データ
- 名称:株式会社カワグチ
- 所在地:〒583-0841 大阪府羽曳野市駒ケ谷5-30
- ショールーム:ニューヨークショールーム、ホンコンショールーム
- 創業:1962年
- 設立:1975年
- 資本金:4950万円
- 代表者:代表取締役 川口尚
- 事業内容:オリジナル玩具の製造販売
- 従業員数は、正社員数25名、パート社員数20名
- 主要取り引き先は、国内では日本トイザらス株式会社、赤ちゃん本舗、ハローマック、その他主要玩具問屋で、国外ではウォルマート、Kマート、JCペニー他だった。

## 提供番組
- キティズパラダイス
- ディズニータイム
- のりスタ